# Atypus wataribabaorum
Atypus wataribabaorum TANIKAWA, 2006 è un ragno appartenente al genere Atypus della famiglia Atypidae.
Il nome deriva dal greco ᾶ-, àlfa-, con valore di negazione della parola seguente, e τύπος, typos, cioè forma, immagine, tipo, ad indicarne la forma atipica a causa della sproporzione dei cheliceri e delle filiere.
Il nome proprio deriva da due collezionisti dell'università di Tokyo, Yuya D. Watari e Yuki G. Baba, che hanno aiutato il descrittore della specie nelle ricerche di questi esemplari sull'isola giapponese Amami Ōshima, ed il suffisso latino -orum, che indica la dedica della specie ad entrambi gli studiosi.

## Caratteristiche
Questa specie ha le filiere suddivise in tre segmenti, carattere in comune, nell'ambito di questo genere, con A. piceus e A. affinis; si distingue da A. affinis per la posizione dei primi sigilla al margine dello sterno, nell'avere un solco laterale anteriore sul femore del pedipalpo maschile e per la presenza di processi spinali sul quarto metatarso maschile. Si distingue da A. piceus perché ha 4 ricettacoli nella spermateca.

### Maschi
I maschi hanno una lunghezza del corpo, inclusi i cheliceri di 11,38 millimetri. Il cefalotorace misura 3,03 x 3,17 mm. L'opistosoma, alquanto più lungo che largo, misura 3,84 x 2,32 mm. I cheliceri hanno 11-12 denti uguali sul margine anteriore con una tessitura granulare in superficie. Il pedipalpo maschile ha il conduttore stretto. Il cefalotorace e la parte dorsale dell'opistosoma sono di colore marrone uniforme con qualche stria, e una chiazza di colore scuro sulla parte anteriore dell'addome..

### Femmine
Le femmine hanno una lunghezza del corpo, inclusi i cheliceri di 14,63 millimetri. Il cefalotorace misura 4,33 x 4,72 mm. L'opistosoma, alquanto più lungo che largo, misura 6,13 x 3,8 mm. I cheliceri hanno 11-12 denti uguali sul margine anteriore con una tessitura granulare in superficie. I genitali femminili hanno un ampio vestibolo con 4 ricettacoli con i peduncoli basali indistinti. Il cefalotorace e la parte dorsale dell'opistosoma sono di colore marrone uniforme con qualche stria, e una chiazza di colore scuro sulla parte anteriore dell'addome.

## Comportamento
Come tutti i ragni del genere Atypus, anche questa specie vive in un tubo setoso parallelo al terreno, per una ventina di centimetri circa seppellito e per altri 8 centimetri fuoriuscente. Il ragno resta in agguato sul fondo del tubo: quando una preda passa sulla parte esterna, le vibrazioni della tela setosa allertano il ragno che scatta e la trafigge, per poi rompere la sua stessa tela, portarsi la preda nella parte interna e cibarsene.. 
I giovani ragni di questa specie costruiscono il tubo setoso in verticale appoggiato alla base di un albero, mentre gli adulti lo mettono in opera orizzontalmente con un cospicuo strato di lettiera al di sotto..

## Habitat
Di solito vivono in luoghi ombrosi ed umidi, come boschi e cespugli, uscendo raramente dalla loro tela.

## Distribuzione
Tutti gli esemplari finora noti di questa specie sono stati raccolti sul monte Yuwandake dell'isola Amami Ōshima, appartenente all'arcipelago giapponese delle isole Ryūkyū.